# Synagogue de Kairouan
La synagogue de Kairouan est une ancienne synagogue tunisienne située à Kairouan.

## Histoire
La ville de Kairouan a connu une importante communauté juive qui s'est formé lors la fondation de la ville. Kairouan est en effet le siège de la yechiva de Kairouan, considérée comme la première importante yechiva en Afrique du Nord et qui a été très liée aux yechivot de Babylonie. Cependant, cette communauté doit quitter Kairouan pour d'autres villes en Tunisie à la suite de son expulsion par les Almohades.
La communauté juive se forme à nouveau avec l'avènement de la présence française dans le pays, et ce n'est qu'en 1920 que la ville renoue avec son passé juif avec l'inauguration d'une nouvelle synagogue située à la rue Salah-Souissi. Motivée par la volonté d'affirmer sa présence, la communauté juive de la ville choisit en 1910 d'acquérir une parcelle enclavée en plein cœur de la médina pour édifier son édifice religieux.
Vers les années 1970, avec le départ à nouveau de la communauté juive après l'indépendance du pays, le local de la synagogue est mis à la disposition des autorités tunisiennes afin d'être exploité comme médersa.